# Tabaksteuer (Schweiz)
Die Tabaksteuer (Schweiz) ist eine Verbrauchsteuer.

## Allgemeines
Der Erlös der schweizerischen Tabaksteuer wird zur Finanzierung der Alters- und Hinterlassenenversicherung und der Invalidenversicherung verwendet.
Obwohl der Tabakkonsum seit Jahren rückläufig war, blieben die Steuereinnahmen aufgrund der Steuererhöhungen nahezu konstant.
Der Tabaksteuer unterliegen folgende Erzeugnisse:
- Zigaretten
- Zigarettenpapier
- Zigarren
- Schnitttabak
- Rollentabak
- Schnupftabak
- Kautabak

## Besonderes
Der Konsum von Mundtabak ist stark gesundheitsschädigend. Mehrfach ist nachgewiesen, dass der Genuss zu Krebs in der Mundhöhle, am Zahnfleisch (Zahnausfall) und der Wangen-Innenseite führen kann. Aus diesem Grunde ist die Einfuhr von Tabakerzeugnissen zum oralen
Gebrauch verboten. Ausgenommen sind Einfuhren für den Eigengebrauch bis zu einer Menge von 1,2 kg alle 60 Tage.
Mundtabak, z. B. Schwedischer Snus, ist nur bis 100 g brutto abgabefrei (da die Verzollung in 100-g-Schritten erfolgt, wird ein Brutto-Gewicht von 101 g bereits als 200 g brutto behandelt und ist nicht mehr abgabefrei). Ist die Sendung nicht mehr abgabefrei, wird eine Tabaksteuer von 26.15 CHF pro kg erhoben (erhöht von 11.55 seit 1. Januar 2010). Dazu kommt dann noch die Mehrwertsteuer von 7,7 %, die auf den Warenwert inkl. Tabaksteuer erhoben wird. Die Schweizerische Post verlangt für den Service dieser Verzollung einen zusätzlichen Betrag von 35.-CHF.

## Gesetzliche Grundlagen
- Bundesgesetz vom 21. März 1969 über die Tabakbesteuerung (TStG)
- Verordnung vom 15. Dezember 1969 über die Tabakbesteuerung (TStV)
- Verfügung des EFZD vom 31. Dezember 1969 betreffend Festsetzung des Verzugszinses auf der Tabaksteuer
- Verordnung vom 1. März 1995 über Tabak und Tabakerzeugnisse (TabV)